# سایوز تی‌ام-۲۱
سایوز-تی‌ام-۲۱ (به روسی: Союз )(به معنای اتحاد) یکی از مأموریت‌های شاتل-میر و بیست‌ویکمین مأموریت سرنشین دار سازمان ملی فضانوردی روسیه به سمت ایستگاه فضایی میر محسوب می شود. در طول این ماموریت ۱ فضاپیمای پشتیبانی پروگرس٬ ۱ مأموریت بازدید از خدمه تحت عنوان اس‌تی‌اس-۷۱ که نخستین اتصال یک شاتل فضایی آمریکایی با یک ایستگاه مداری روسی محسوب می‌شد و همچنین پنجمین قطعه ایستگاه فضایی میر موسوم به اسپکتر به ایستگاه متصل شد. در این مأموریت برای اولین بار یک فضانورد آمریکایی با فضاپیمای روسی سایوز به فضا پرتاب شد.

## خدمه مأموریت
| شماره | نام             | ملیت                | تعداد پرواز | نقش عملیاتی | تصویر |
| ۱     | ولادیمیر دژوروف | روسیه               | ۱           | فرمانده     |       |
| ۲     | گنادی استرکالوف | روسیه               | ۵           | مهندس پرواز |       |
| ۳     | نورمن تاگارد    | ایالات متحده آمریکا | ۵           | محقق فضایی  |       |